# Красная Горка (Лужский район)
Красная Горка — деревня в Володарском сельском поселении Лужского района Ленинградской области.

## История

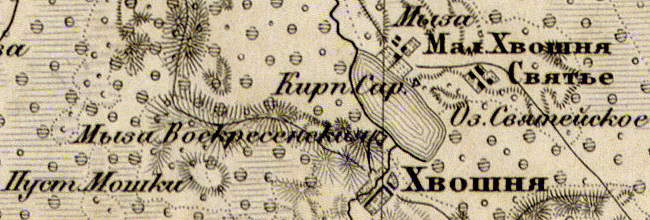
Земли деревни Красная Горка на карте 1863 года

Согласно карте из «Исторического атласа Санкт-Петербургской Губернии» 1863 года на месте современной деревни Красная Горка находилась пустошь Мошки.
В XIX веке пустошь административно относилась к Подмошской волости 6-го земского участка, 2-го стана Лужского уезда Санкт-Петербургской губернии, в начале XX века — 4-го стана.
По данным 1966 года деревня Красная Горка входила в состав Городецкого сельсовета.
По данным 1973 и 1990 годов деревня Красная Горка входила в состав Володарского сельсовета.
В 1989 году деревня насчитывала 4 двора.
В 1997 году в деревне Красная Горка Володарской волости проживали 2 человека, в 2002 году — также 2 человека (все русские).
В 2007 году в деревне Красная Горка Володарского СП проживали 3 человека.

## География
Деревня расположена в южной части района на автодороге Конезерье — Хвошно, к югу от автодороги 41К-685 (Конезерье — Святьё).
Расстояние до административного центра поселения — 6 км.
Расстояние до ближайшей железнодорожной станции Луга — 31 км.
Деревня находится к западу от озера Святейское.
К югу от деревни находится урочище Гверзинский Мох и проходит административная граница с Новгородской областью.

## Демография
| 1997 | 2007 | 2010 | 2017 |
| ---- | ---- | ---- | ---- |
| 2    | ↗3   | ↘0   | →0   |